# Ново Село (Штип)
Ново Село (мкд. Ново Село) је насеље у Северној Македонији, у средишњем делу државе. Ново Село је село у саставу општине Штип.

## Географија
Ново Село је смештено у средишњем делу Северне Македоније. Од најближег града, Штипа, насеље је удаљено 20 km јужно.
Насеље Ново Село се налази у историјској области Лакавица. Насеље је положено у долини реке Криве Лакавице, леве притоке Брегалнице. Источно од насеља издиже се планина Смрдеш. Надморска висина насеља је приближно 440 метара.
Месна клима је умерено континентална.

## Становништво
Ново Село је према последњем попису из 2002. године имало 1 становника.
Већинско становништво су етнички Македонци (100%).
Претежна вероисповест месног становништва је православље.
Овде је рођен Ванчо Михајлов, бугарски члан револуционарне организације ВМРО и вођа ВМРО-а током међуратног периода, у Македонској области.